# Evangelisch-reformierte Kirche Wölfersheim
Die Evangelisch-reformierte Kirche Wölfersheim gehört zu den größten barocken Querkirchen Deutschland, erbaut in den Jahren 1717 bis 1740. Sie ist das Gotteshaus der evangelisch-reformierten Gemeinde in Wölfersheim in der Wetterau und war „der erste rein als Querkirche ausgeführte Bau im oberhessischen Raum“.
„Die […] oft geäußerte Vermutung, dass die Kirche […] als Schloss geplant gewesen sei, ist falsch“. Auf einer Anhöhe, den Ort überragend, liegt die Kirche im Norden des Ortskerns von Wölfersheim zwischen der Kirchgasse und der Wingertstraße.

## Vorgängerbau
Der Vorgängerbau, auf dessen Grundmauern die Kirche teilweise errichtet wurde, die Burg Wölfersheim, war mit seinem Bergfried und heutigem Kirchturm als einer der vier Wehrtürme Teil der damaligen Ortsbefestigung von Wölfersheim. Die Grundmauern der Burg bildeten den östlichen Teil des heutigen Kirchenkellers. Von dort aus führen zwei unterirdische Wehrgänge unter der Ortsbefestigung entlang. Sie wurden in den 1960er Jahren zugemauert. Unter dem Kirchenkeller befindet sich ein zubetonierter Brunnen, der wohl die Wasserversorgung der Burg sicherte. Wann und von wem die Burganlage gebaut wurde, ist nicht bekannt. Die Keller und unterirdischen Wehrgänge der zerfallenen Anlage wurden beim Neubau für den östlichen Teil der Kirche wieder genutzt.

## Baugeschichte

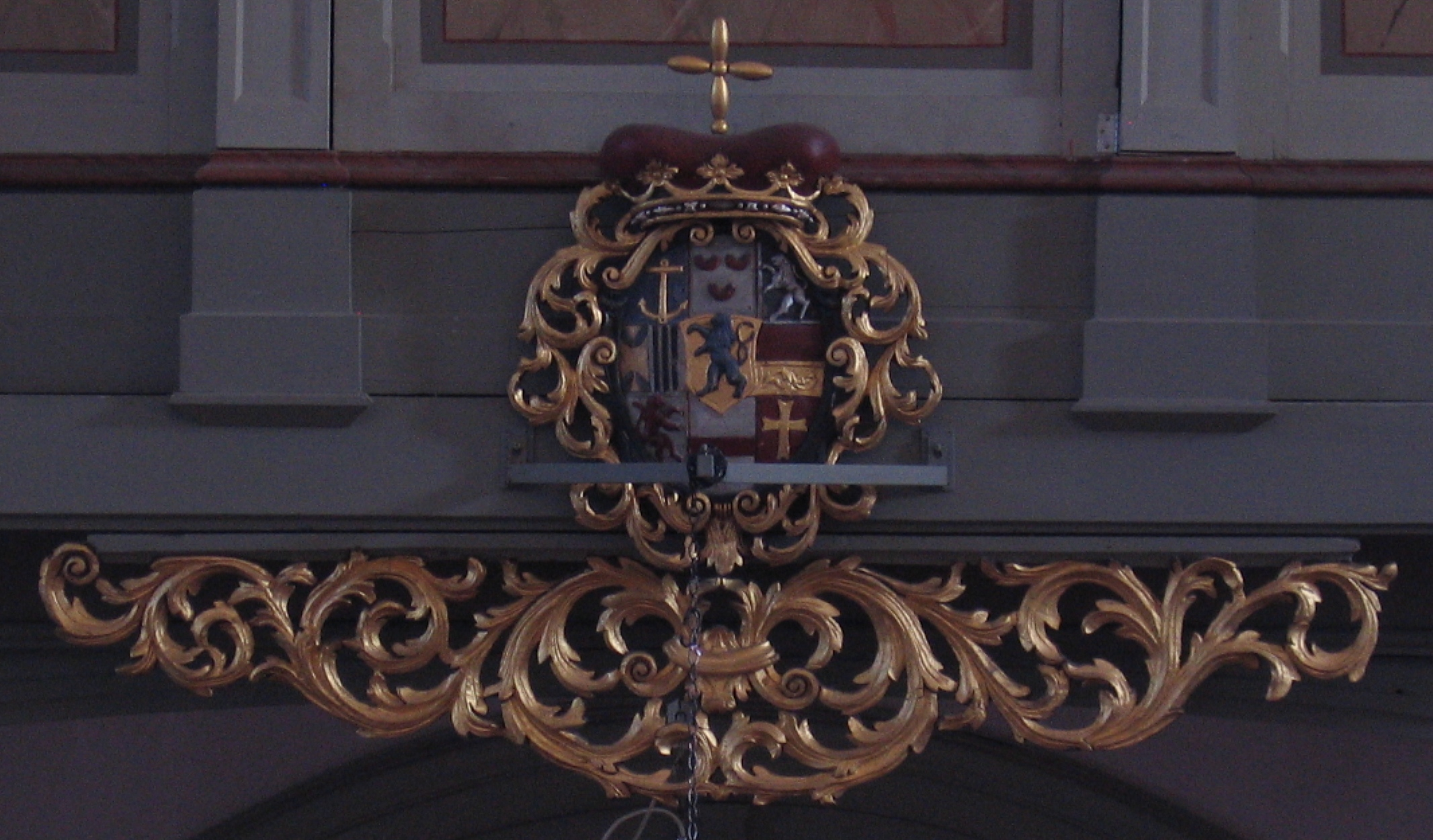
Wappen von Solms-Braunfels an der Orgel

Seit dem Spätmittelalter gab es in Wölfersheim eine Antoniuskapelle, die ursprünglich als Burgkapelle, seit 1611 auch als Gotteshaus der Gemeinde diente. Weil die Kapelle aber nach 1650 rasch zu klein wurde, schließlich baufällig war, beschloss man den Neubau einer großen Kirche.
Unter der Regierung des Grafen Wilhelm Moritz zu Solms-Braunfels (* 1651; † 1724) begann der Maurermeister Thomas Sendker mit neun Arbeitern am 14. April 1717 mit dem Brechen der Steine am Singberg. Am 29. Juni 1717 legte man den Grundstein. Der damalige Pfarrer Johann Daniel Elling stellte seine Predigt unter das Galaterwort Kapitel 4, Vers 19.
Der Bericht im Kirchenbuch über die Grundsteinlegung führt Folgendes aus:

„Unsere Newe Kirche betreffend
Heute dato den 29. Junii 1717 haben wir auf Unseres gnädigster Grafen und hern befehl den ersten grundstein an der untersten Ecke nach dem flecken zu in Gottes nahmen geleget, da dan ich, Joh. (Johann) Daniel Elling, Zeitlicher prediger allhier, auch der vorigen Gemeinden Inspektor vorher eine kurtze Sermon abgelegt, hernach zuerst hinuntergestiegen, mit der mit blau grün und gelbem Band bewickelten Kelle zuforderst die speise untergegossen, dergleichen hernach der alte Herr von Pappenheim sampt seinen dreyen Herren Söhnen, item Herr Oberschultheis Jörg, (Görg) Herr Petersohn, die Herren Bürgermeister und Kirchen Ältesten auch gethan, nachgehends da de große Stein darauf geleget, ein Jeder von oben benambten dreymal mit dem ebenfalls mit Band umbwundenen Hammer auf denselben in gegenwart Vieler Zuschauer geschlagen. Gott befördere nun in Gnaden diesen Kirchenbau zu seinen Ehren. Amen.“

Im Jahre 1720 begann der Stillstand der Bauarbeiten durch eine Finanzkrise. Wilhelm Diehl schreibt über die „Schenkung“ des Herrn von Pappenheim Folgendes:

„Erst als der Holländische Resident zu Moskau Johann Wilhelm von Keller und dessen Neffe und Erbe Wilhelm von Pappenheim der Kirche Wölfersheim eine Forderung an Neuwied in der Höhe von 6150 fl überlassen [übertragen] hatten, konnte der Bau weitergeführt werden.“

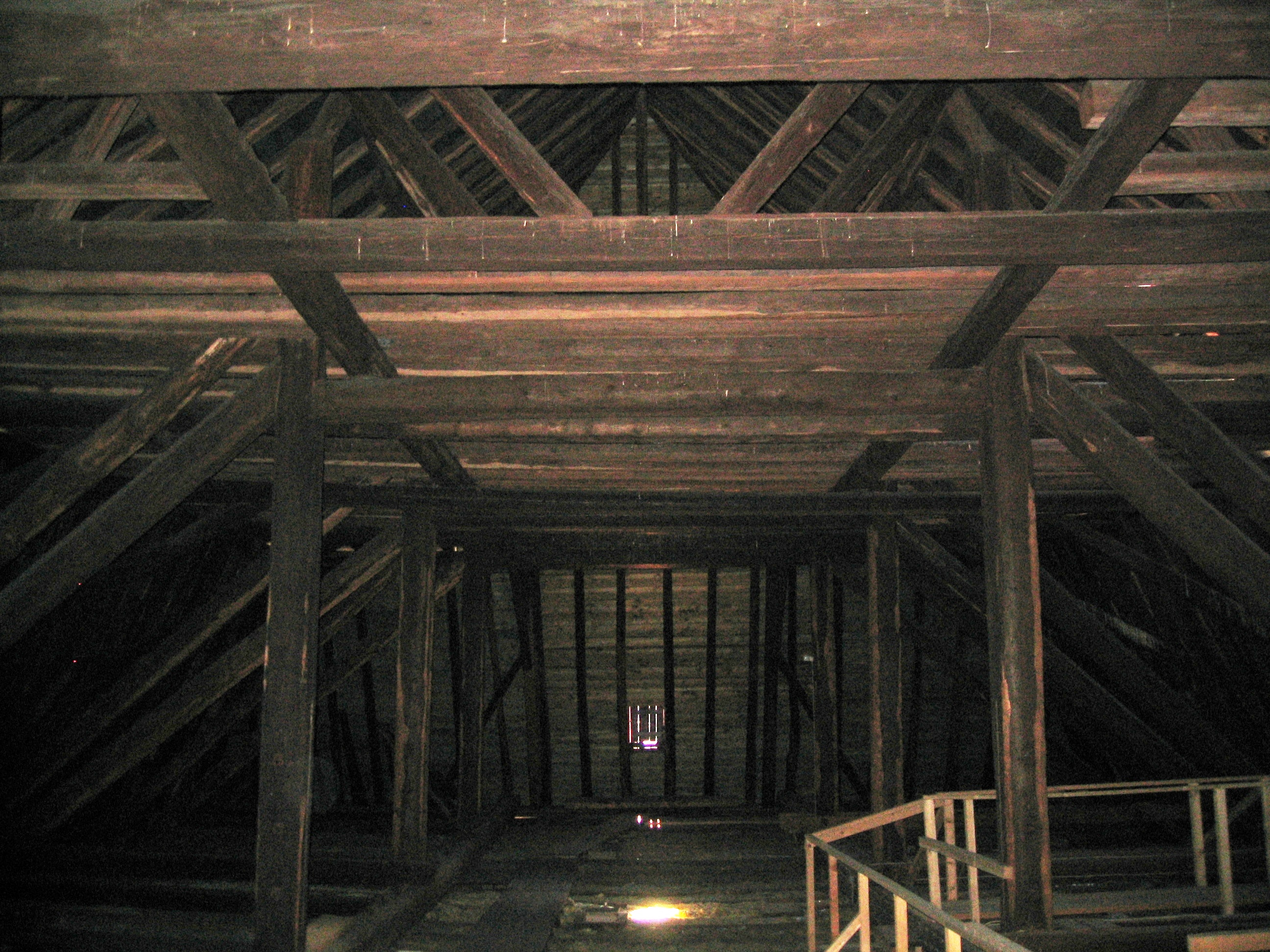
Dachstuhl der Kirche

Neuwied zahlte die Summe schließlich nach einem langen Prozess vor dem Reichskammergericht in Wetzlar. So konnte der Bau, wie oben beschrieben, fortgesetzt werden und man kaufte 1737 Bauholz für den Dachstuhl und die Turmhaube sowie für den Innenausbau. 1738 wurde unter dem Zimmermeister Johann Conrad Öhler und Aufsicht des Solms-Laubacher Bauschreibers Johann Wiesenfeld der Dachstuhl und die Turmhaube aufgesetzt. Im selben Jahr erstellte der Maurermeister Johann Caspar Mertel Aufmauerungen an den drei Portalen, das Gewölbe zum Kirchenkeller und ein Fenster im Turm. Paul Schwenk, Heinrich Hirschsteiner und Johann Hermann Sattler deckten die Kirche und den Turm mit Schiefer. Am 27. April wurden der Steinmetz Johann Wilhelm Büll aus Ortenberg und die Glasermeister Johannes Wagner und Johannes Zimmer aus Nidda unter Vertrag genommen. Im August 1738 wurden die Kirchenbänke aufgestellt und Johann Peter Hieronymus aus Friedberg erstellte die Stuck- und Verputzarbeiten. Im Frühjahr 1741 stellte man die Orgel auf und die Kirche wurde am 22. Mai 1741 eingeweiht.
Graf Wilhelm Moritz zu Solms-Braunfels erlebte die Vollendung der Kirche nicht, denn er starb 1724. Unter der Regierung seines Sohnes Fürst Friedrich Wilhelm zu Solms-Braunfels und auf Initiative des Pfarrers Johannes Phillipp Schmitthenner wurde die Kirche fertiggestellt.

## Baubeschreibung

### Außenbau und Fassade

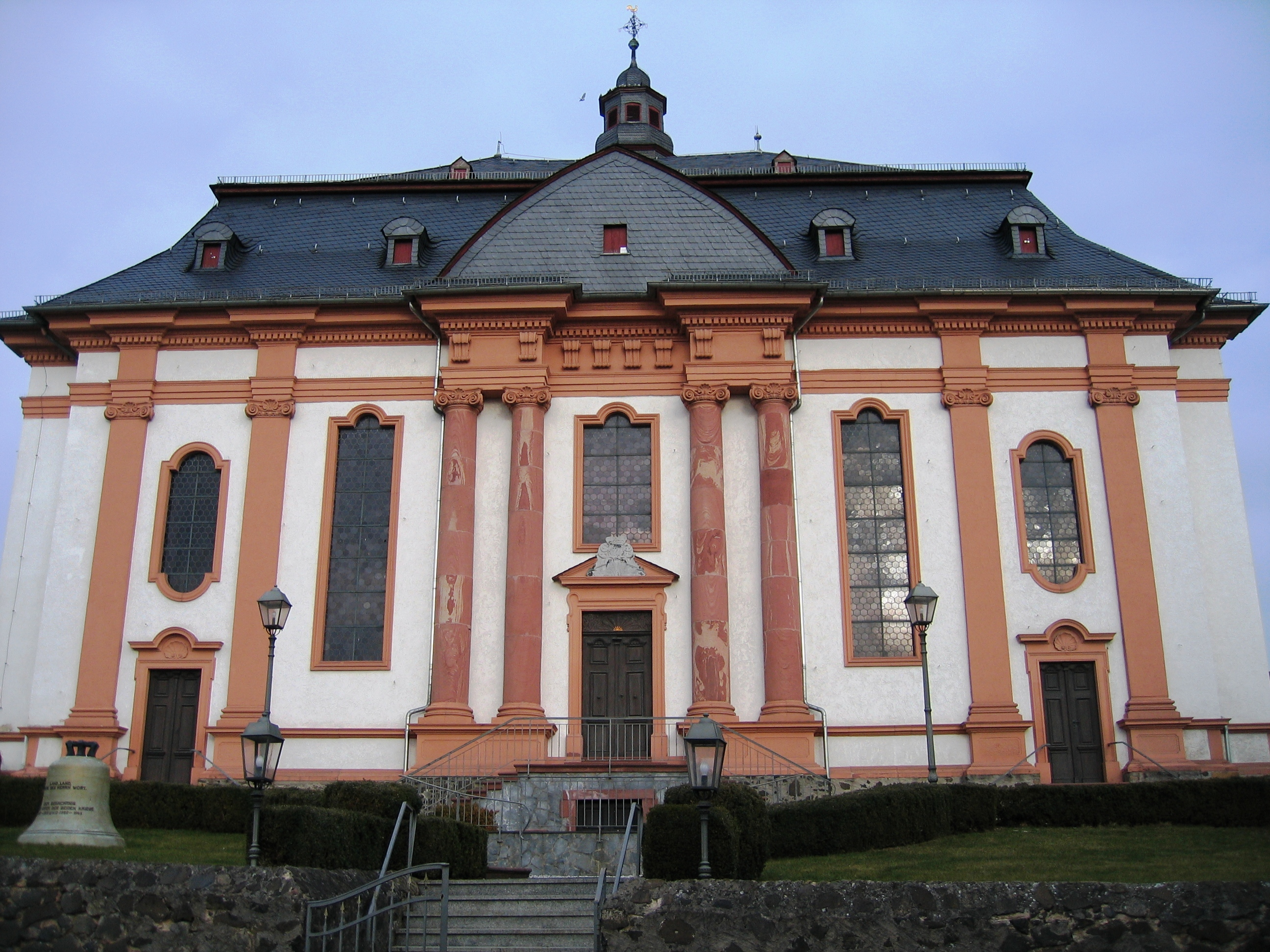
Südfassade

Die Kirche hat ein Mansarddach, das, wie auch die Kirchturmhaube, mit Schiefer gedeckt ist. Die südliche Längsseite, oft auch Prachtfassade genannt, ist verputzt und architektonisch reich gegliedert, im Gegensatz zu den drei anderen Seiten, die mauersichtig sind. Eugen Rieß beschreibt die Südfassade in seinem Buch 250 Jahre Evangelisch-reformierte Kirche Wölfersheim wie folgt:

„Die Dreigliederung der Fassade wird durch den etwas hervortretenden Mittelbau mit zweiarmiger Haupttreppe betont. Auch die beiden Seitenportale besitzen Treppen, die bis zur Sockel- und Fußhöhe ansteigen. Links und rechts des Hauptportales steigen je zwei mächtige Rundsäulen auf hohen Postamenten empor mit reich gegliederten Basen und ionisierenden Kapitellen mit Voluten. Auf ihnen ruht ein dreiteiliger Architrav mit Verkröpfungen, zudem ein Gesims mit Zahnschnitt, Eierstab und einer Platte mit Karnies, die stark hervortritt. An den Seitenteilen wird der Architrav von je zwei Pilastern mit entsprechenden Kapitellen getragen. Die Anordnung der Pilaster erfolgt analog den der Säulen. Die Gesimskonsolen des Mittelbaues tragen vor dem Mansarddach ein spitzbogiges Feld, das mit Schiefer verkleidet ist. Fenster und Türen sind mit profilierten Wandungen eingefasst, die an den Seitenportalen auch nach unten mit einem Halbkreis abgerundet sind.“

Die Säulen und Einfassungen sind aus hartem Sandstein aus Rockenberg. Die Inschrift über dem Mittelportal, die über die damalige Sachlage berichtet, lautet sprachlich vereinfacht:

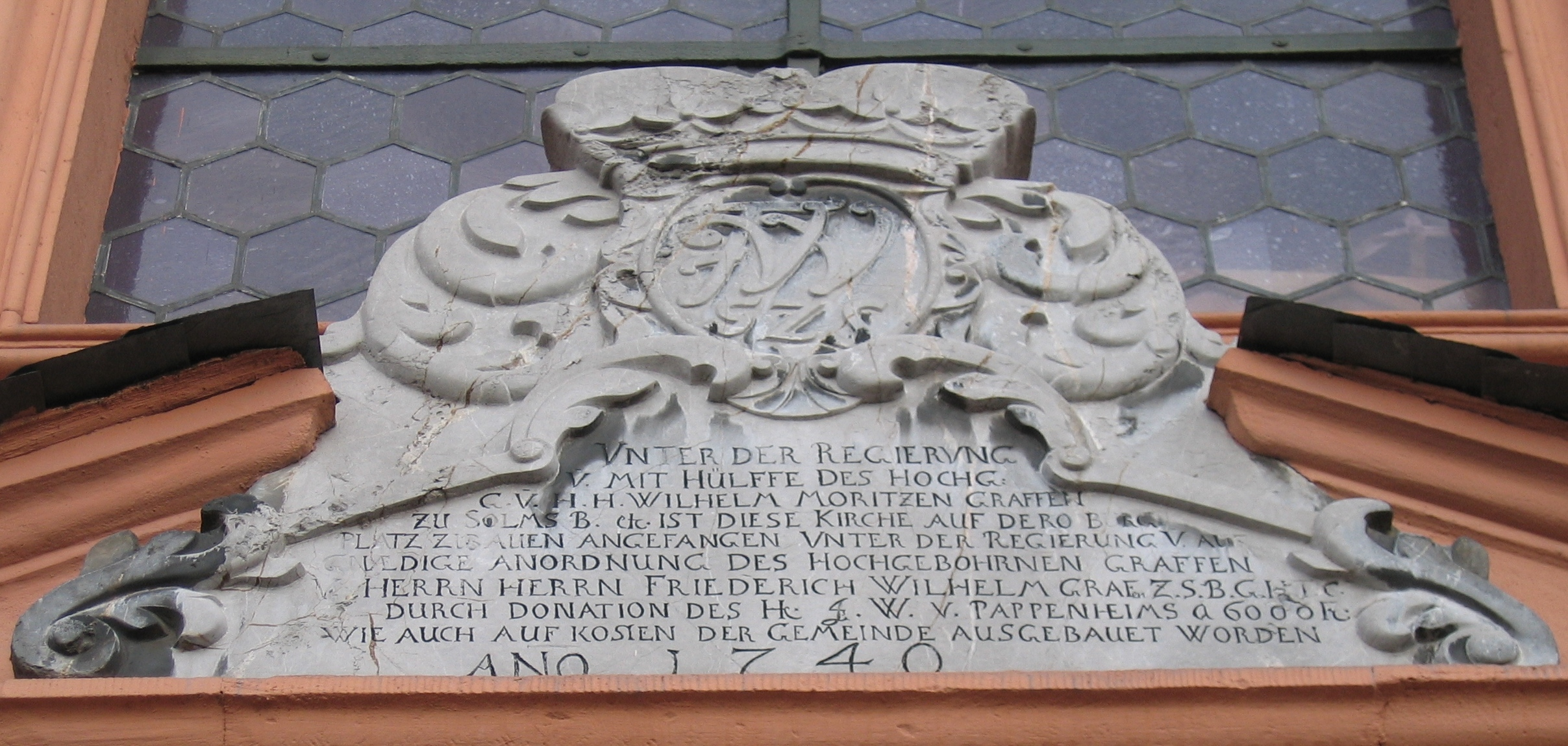
Inschrift über dem Mittelportal

„Unter der Regierung und mit Hilfe des hochgeborenen Grafen und Herrn, Herrn Wilhelm Moritzen, Grafen zu Solms-Braunfels, ist diese Kirche auf dem Burgplatz zu bauen angefangen, unter der Regierung und auf gnädige Anordnung des hochgeborenen Grafen und Herrn Friedrich Wilhelm, Grafen zu Solms-Barunfels, durch Donation des Herrn K. W. von Pappenheim 6000 fl wie auch auf Kosten der Gemeinde ausgebaut worden. Anno 1740.“

### Grundriss und Innenraum

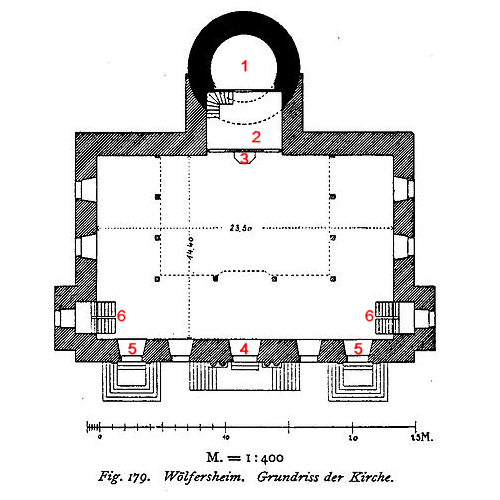
1 Kirchturm
2 Sakristei
3 Kanzel und Abendmahlstisch (Kanzelwand)
4 Mittelportal
5 Seitenportale
6 Treppenaufgänge zu der Empore

Die im Spätbarock erbaute querschiffige Saalkirche besitzt im Innenraum an der nördlichen Längsseite eine hölzerne zweigeschossige Kanzelwand, die den Sakristeianbau vom Gemeinderaum abtrennt. Der Sakristeianbau verbindet das Querschiff mit dem Kirchturm. Der Abendmahlstisch befindet sich direkt vor der Kanzel, auf ihm steht ein Buchständer von 1987. Gegenüber der Kanzelwand befand sich die Patronatsloge mit einem eigenen Treppenaufgang und Fensterfronten, wobei die Rahmen dieser noch heute vorhanden sind. In der Mitte der ehemaligen Patronatsloge befindet sich heute die Orgel. An den zwei schmalen Seiten befindet sich eine Empore mit ansteigenden Bankreihen.
1855 und 1856, 1912, 1927, 1958 und 1967 fanden größere Renovierungen der Kirche statt. 1953 wurde speziell der Innenraum renoviert und neue Lampen angeschafft. Bei der erneuten Renovierung von 1979 bis 1980 entstand das heutige Aussehen des Innenraums. Bei dieser Renovierung wurde unter anderem der Sandsteinfußboden durch Marmorplatten ersetzt.
Die kreuzförmige Sitzordnung stammt von dem Pfarrer Schmitthenner aus dem Jahr 1738. Den endgültigen Entwurf für den Innenraum lieferte der Solms-Braunfelsische Baudirektor Johann Ludwig Knoch im Jahre 1739.
Anfang der 1980er Jahre erstellte man einen behindertengerechten Zugang.

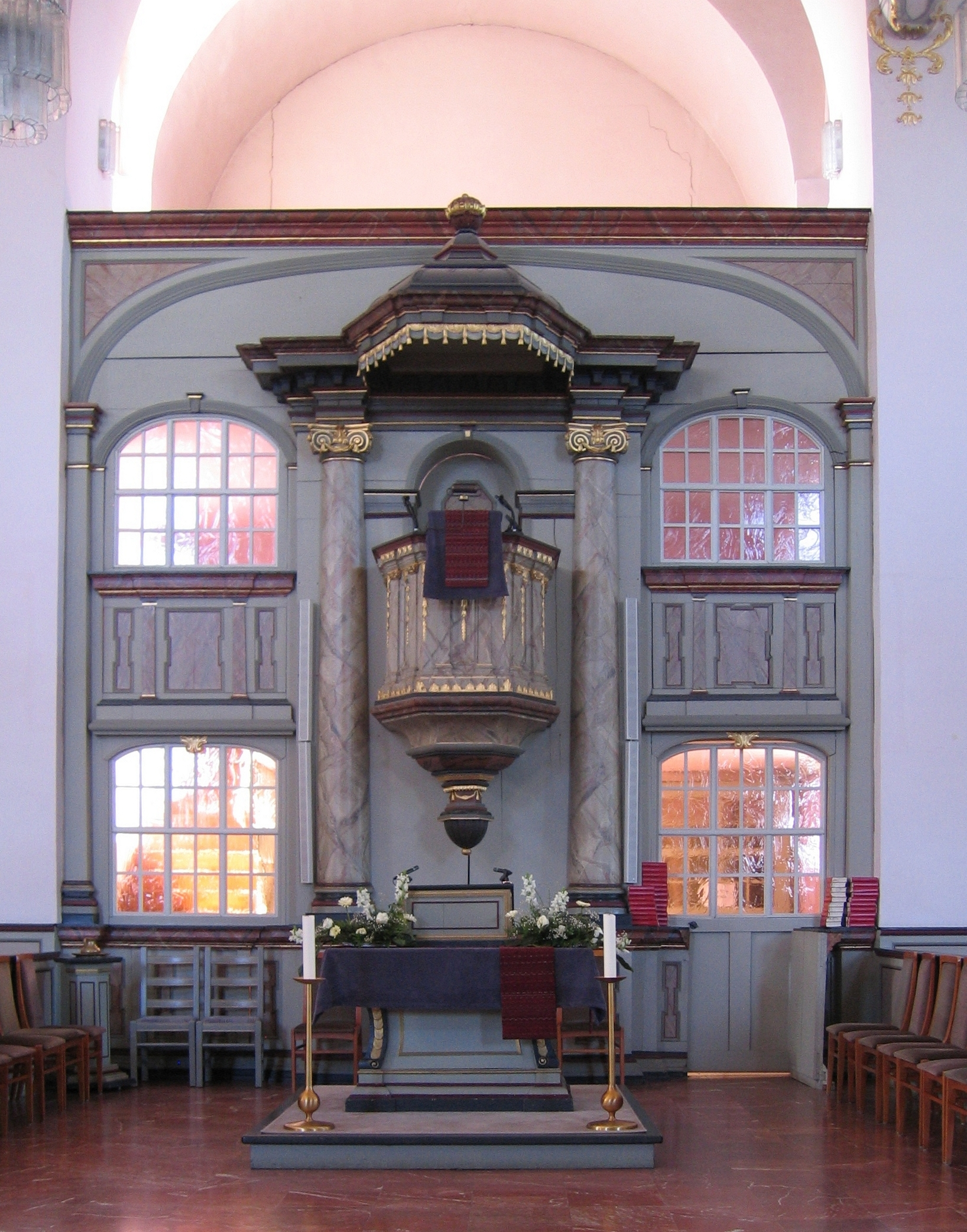
Kanzelwand
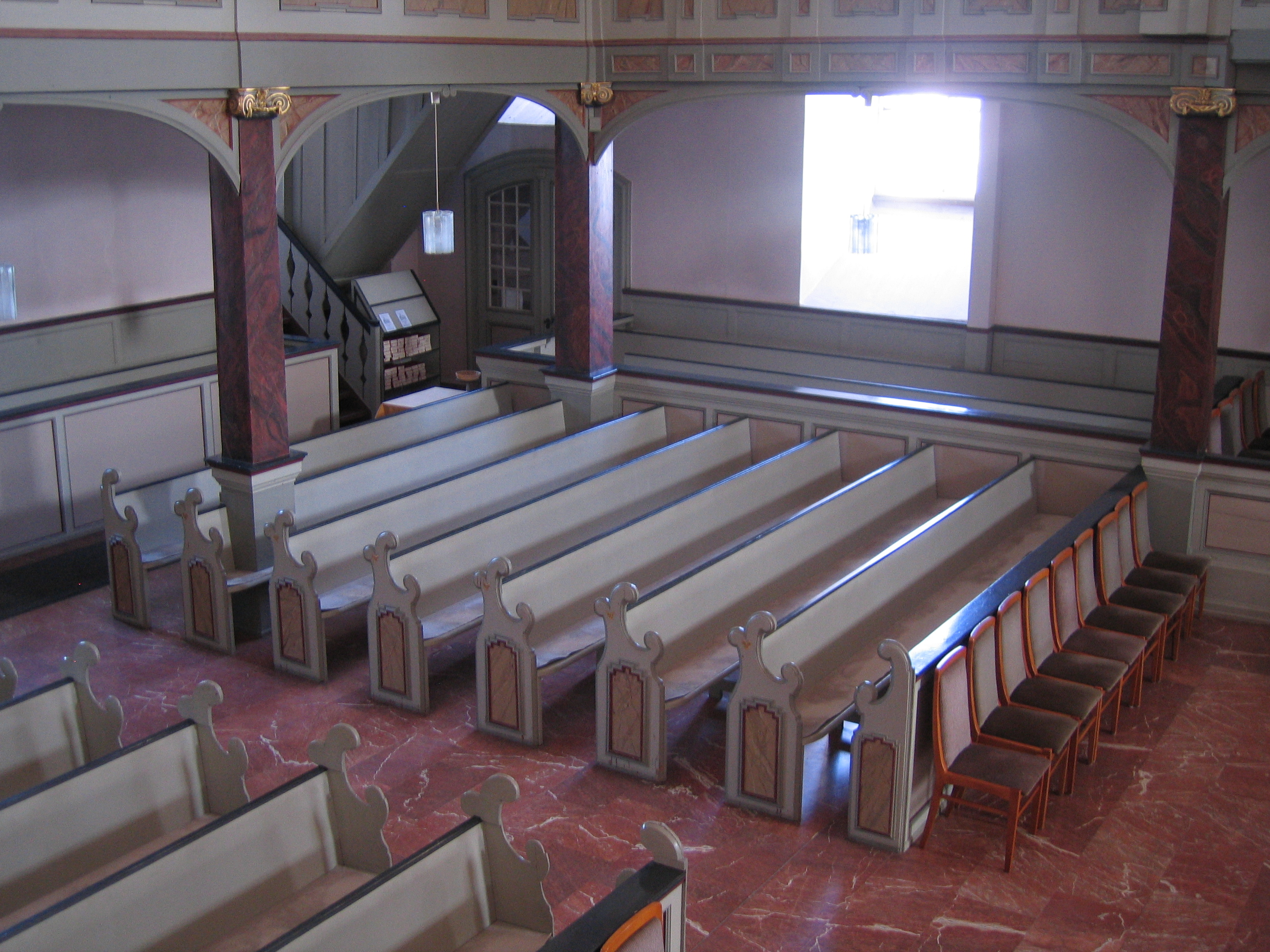
Kirchenbänke
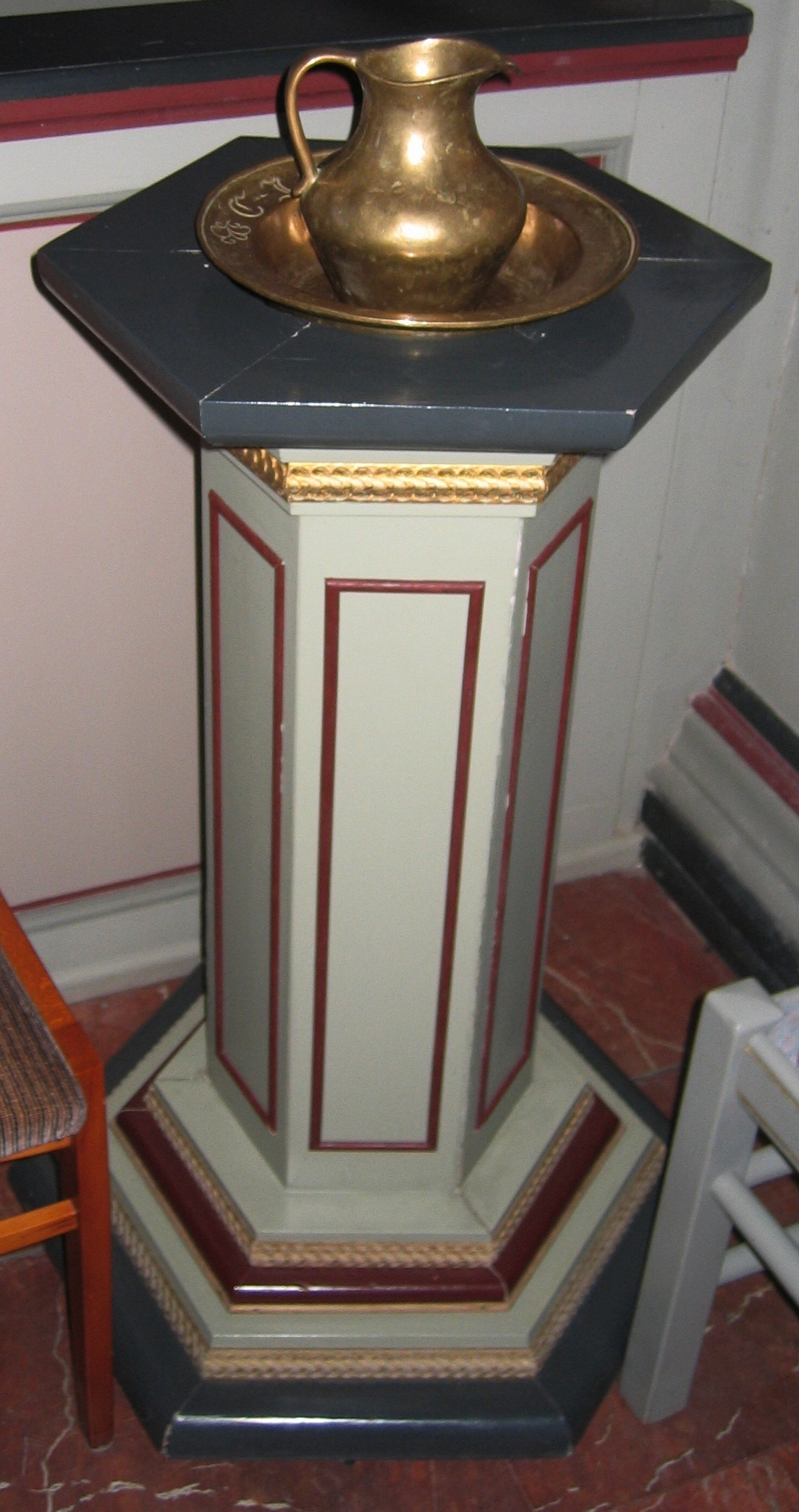
Taufschale
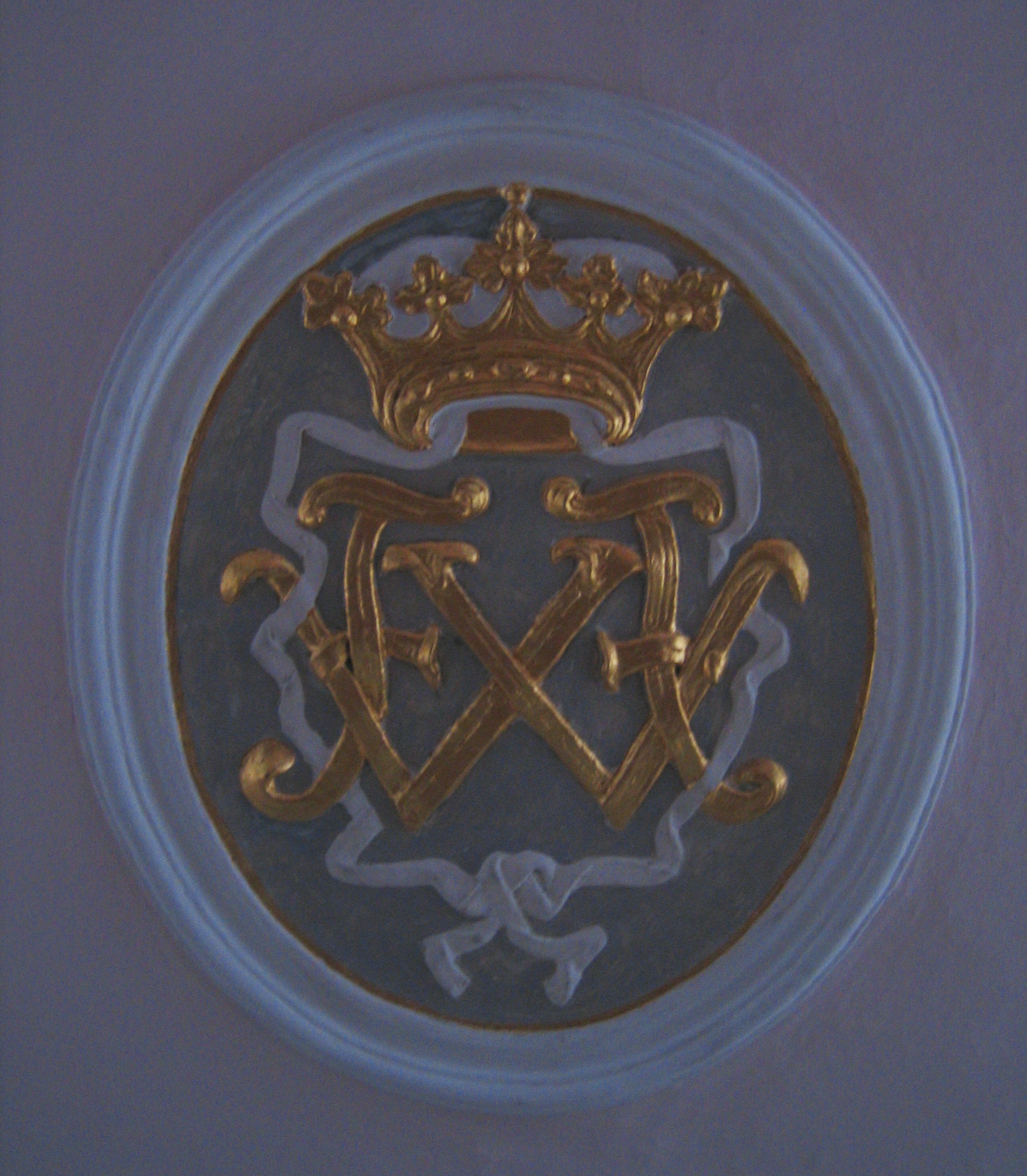
Monogramm von Friedrich Wilhelm Graf zu Solms-Braunfels

## Orgel

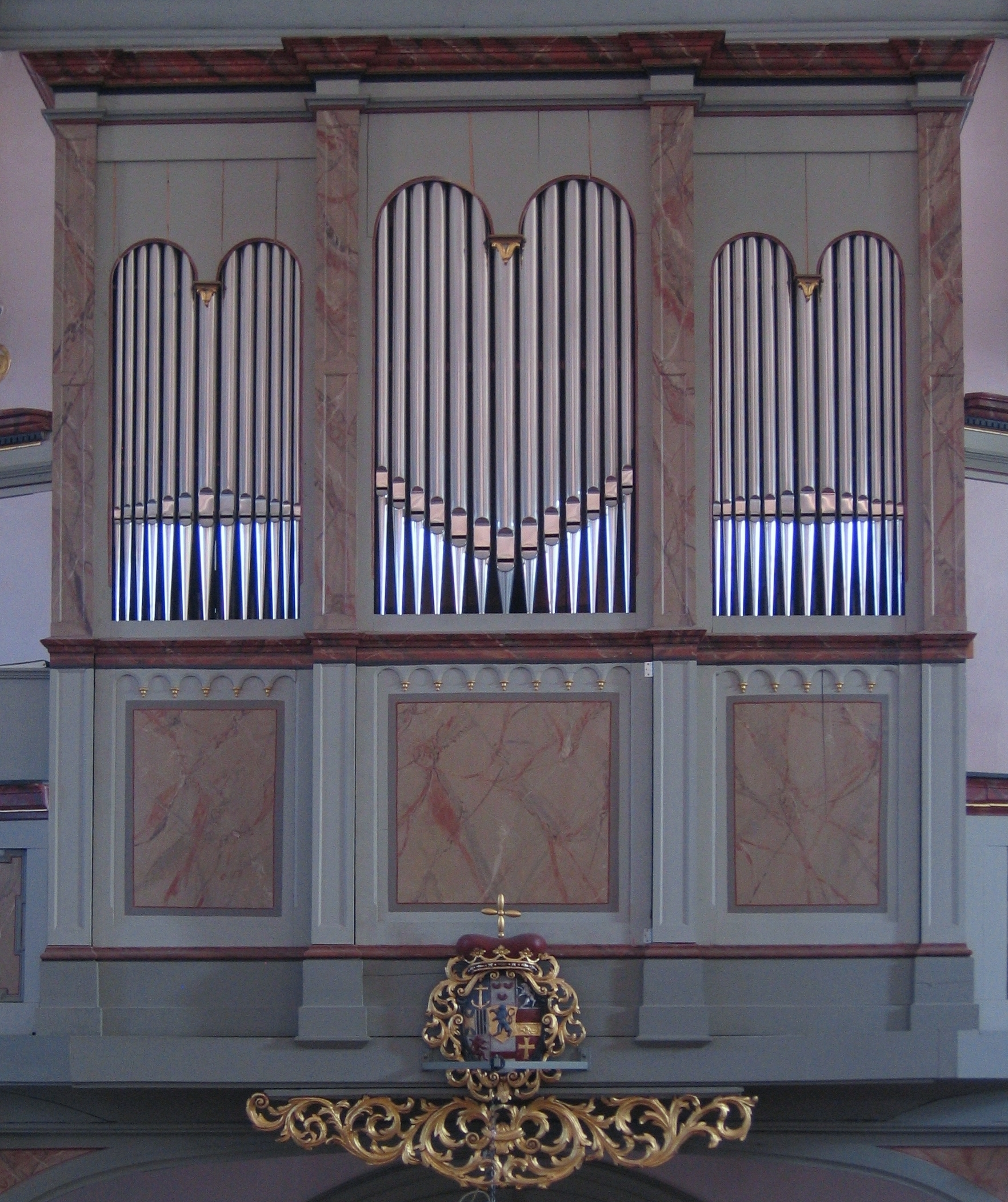
Bernhard-Orgel von 1877

Die erste Orgel wurde im Frühjahr 1741 über der Kanzel angebracht. Sie stammt von dem Orgelbauer Conrad Lindt aus Weckesheim und wurde am 10. November 1875 durch einen Blitzeinschlag zerstört.
Die heutige Orgel stammt von den Orgelbauern Gebrüder Bernhard aus Gambach und kostete 4300 Mark. Sie wurde an der gegenüberliegenden Seite, an der Stelle der Patronatsloge, aufgebaut und im Oktober 1877 eingeweiht. Das erhaltene Instrument verfügt über 13 Register, verteilt auf zwei Manuale und Pedal. Das querrechteckige Gehäuse wird durch drei Flachfelder mit gekoppelten Rundbögen geprägt. Das mittlere Pfeifenfeld tritt risalitartig hervor.
1953 erhielt die Orgel von der Orgelbaufirma Förster & Nicolaus aus Lich ein elektrisches Gebläse.

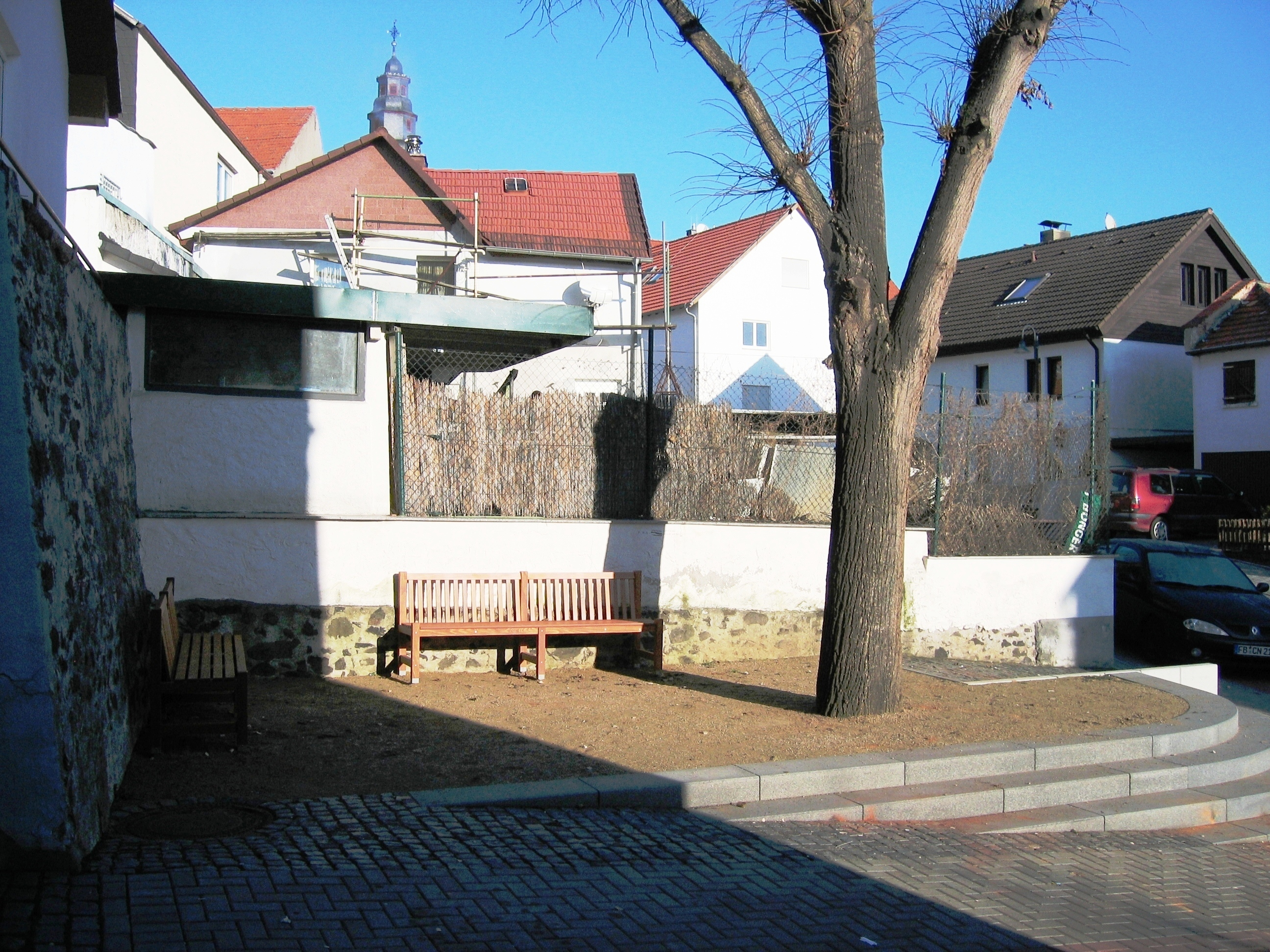
Lage der Antoniuskapelle neben dem Schwarzen Turm

## Kirchturm

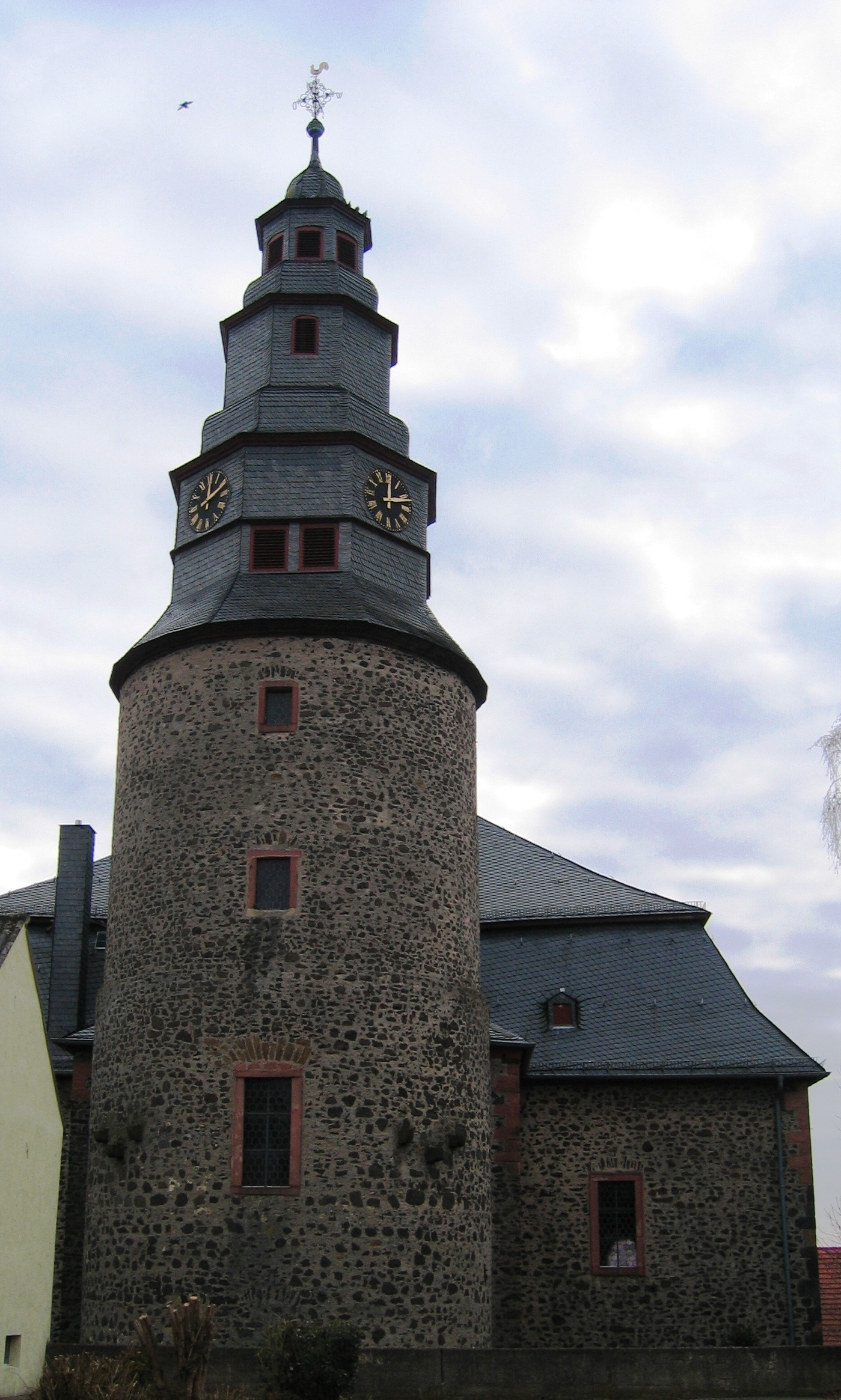
Nordseite des Kirchturms

Der untere Teil des heutigen Kirchturms war früher ein Bergfried der Burg Wölfersheim und als Wehrturm in die mittelalterliche Ortsbefestigung einbezogen.
Seine heutige Höhe beträgt 37 m, die aber erst nach der Aufsetzung der dreigeschossigen geschweiften Turmhaube im Juli 1738 erreicht wurde. Der Kirchturmhahn wurde im Juni 1739 von dem Laubacher Maler Weiz vergoldet. Der Schieferdeckermeister Schneider renoviert den Kirchturm im November 1848. 1865 wurde eine neue Turmuhr angeschafft.
Am 10. November 1875 schlug ein Blitz im Turm ein, bei dem unter anderem die erste Orgel, ein Stück der Schiefereindeckung und der Uhrkasten zerstört wurde.
In den 1980er baute man unten im Kirchturm Toiletten ein und oben im Turm wurden Zwischendecken und Stahltreppen eingezogen. Letztere sind eine Spende der PreussenElektra.

## Glocken
| Zeitleiste über Glocken in Wölfersheim | Zeitleiste über Glocken in Wölfersheim | Zeitleiste über Glocken in Wölfersheim                                                       |
| -------------------------------------- | -------------------------------------- | -------------------------------------------------------------------------------------------- |
|                                        | 1596                                   | Erste Nachricht über Glocken in Wölfersheim                                                  |
|                                        | 17. Jhd.                               | Mehrere Eintragungen von Pfr. Georg Venator über Glockenstiftungen                           |
|                                        | 1690                                   | Anschaffung einer weiteren Glocke                                                            |
|                                        | 1725                                   | Umguss der damaligen größten Glocke zu einer neuen Glocke                                    |
|                                        | 1862                                   | Anschaffung von zwei neuen Glocken; Einschmelzung der Glocke von 1690                        |
|                                        | 1917                                   | Die zwei Glocken von 1862 werden zerschlagen, der Erlös wurde der Kriegsanleihe zugeschlagen |
|                                        | 1921                                   | Erneute Anschaffung von zwei Glocken                                                         |
|                                        | 1941                                   | Wieder mussten zwei Glocken zu Kriegszwecken abgeliefert werden                              |
|                                        | 1951                                   | Anschaffung von drei Eisengussglocken                                                        |
|                                        | 1986                                   | Anschaffung von drei Bronzeglocken wegen Schäden des zu hohen Gewichts der Eisengussglocken  |

Im Jahre 1596 wird erstmals im Festungsbuch, das 1589 begonnen wurde, ein glocken thurm (der Schwarze Turm) erwähnt. Dies ist die erste Nachricht über Kirchenglocken in Wölfersheim.
In Aufzeichnungen des Pfarrers Georg Venator finden sich später mehrere Einträge über Glockenstiftungen. Im Jahre 1690 wird zusätzlich zu diesen eine weitere Glocke angeschafft. Was mit den Glocken der Antoniuskapelle, außer der Glocke von 1690, geschah, lässt sich nicht mehr nachweisen.

### Die Glocke von 1725

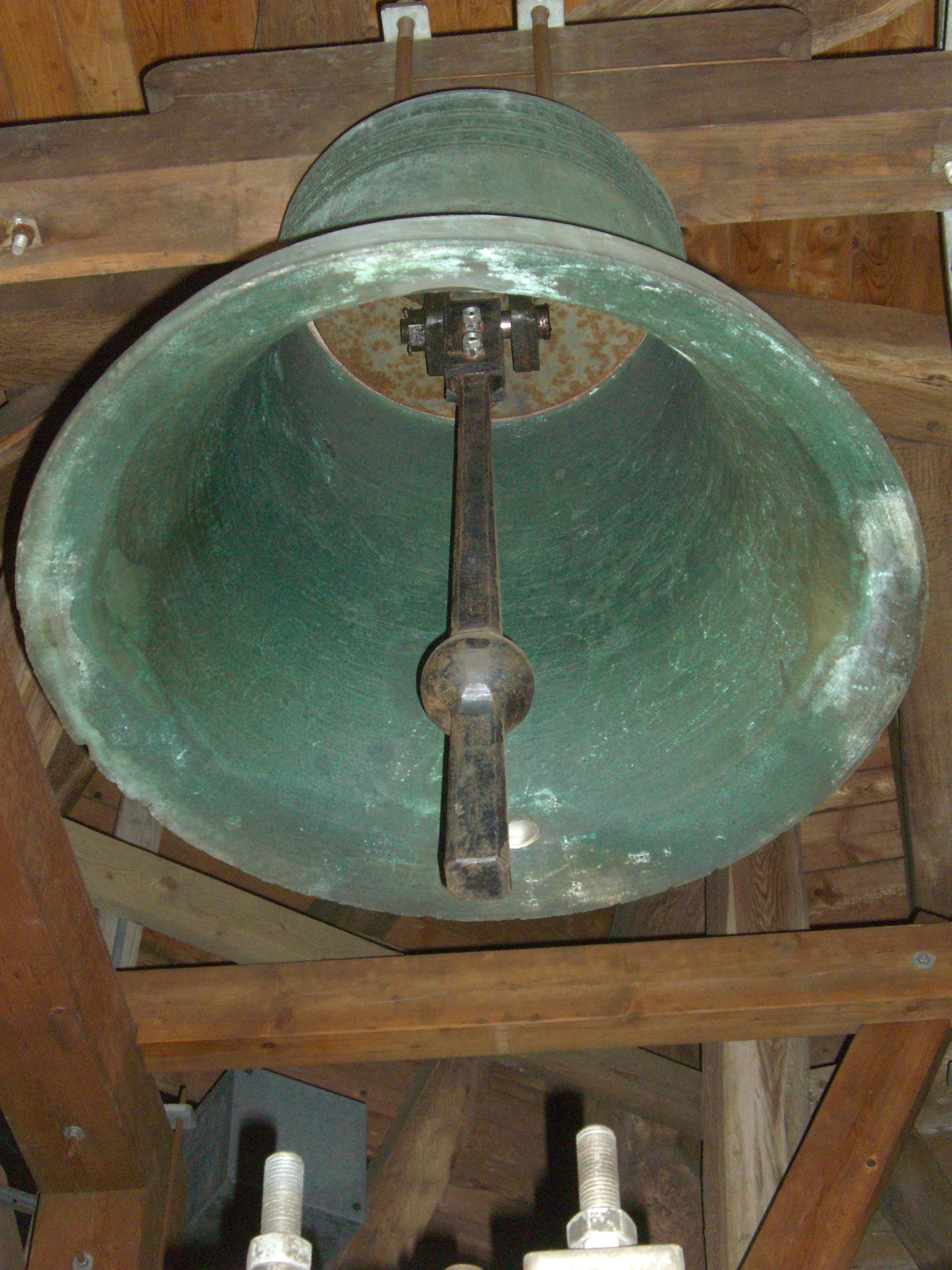
Die Glocke von 1725

Die älteste der heutigen Glocken wurde im Mai 1725 von Philipp Schweitzer aus Werdorf gegossen. Sie ist ein Umguss der ältesten Glocke in Wölfersheim, gegossen um 1611, die einen Sprung bekommen. Die lange Inschrift dieser Glocke, die als einzige der Glocken vor 1945 noch vorhanden ist, lautet:
Unter der Regierung des hochgeborenen Grafen und Herrn Friedrich Wilhelm Graf zu Solms Braunfels und Tecklenburg.
Zeitiger Pfarrer war der wohlehrwürdige H. C. Elling, Karl E. Gloes Schultheiß und Johannes Alt und Konrad Keller Burgmeister.
Die Gemeinde Wölfersheim hat diese Glocke gießen lassen.
Aus dem Feuer floß ich Philipp Schweitzer von Wehrdorff goß mich.
J. J. Weller
Wann ich lass hören meine Stimm
ein Jeder es zu Herzen nimm
und lauf begierig an den Ort
Wo man verkündet Gottes Wort
Lasst eure Herzen nicht sein verstockt
Wann Gott der Herr euch durch mich lockt
So Gottes Wort gepredigt wird
Ach denkt es ist der gute Hirt
Der euch ruft auf die Seelenweid
Zur eurer Seelen Seeligkeit
Amen 1725.
Es handelt sich um eine Molloktavglocke mit dem Schlagton h1.

### Die Glocken von 1862
Im Jahre 1862 wurden zwei neue Glocken angeschafft und die Glocke von 1690 eingeschmolzen. Die Inschrift dieser Glocke hat der damalige Pfarrer Philipp Kring erhalten:
Im Jahre 1690 haben die Bürger von Wölfersheim diese Glocke gießen lassen zu Gottes Dienst.
Im Namen Gottes floß ich, Schmidt Dilemon von Aslar goß mich.
Philipp Bach von Windecken goss 1862 die zwei Glocken, die im gleichen Jahr am 6. Juni zur Konfirmation eingeweiht wurden. Die größte der beiden Glocken wog 1.269,50 Pfund und die kleinere 372,50 Pfund. Sie kosteten insgesamt 1.307 Taler und 54 Kreuzer.
Die größte Glocke trug folgende Inschrift:
Sammle um des Herrn Altar
Glaubensfrohe Christenschar
Jubeldank trag himmelwärts
Kraft und Trost ins betend Herz
Kuend den raschen Flug der Zeit
mahn stets an die Ewigkeit
Im August 1868 zersprang die kleinere Glocke bei einem Trauergeläut für den Prinzen Friedrich Wilhelm Heinrich zu Solms-Braunfels und wurde 1869 wieder von Bach gegossen.
1917, als bereits die Orgelpfeifen als Kriegsanleihen für den Ersten Weltkrieg abgegeben mussten, wurden die beiden Glocken im Kirchturm zerschlagen und in Stücken heruntergetragen. So besaß die Kirchengemeinde bis 1921 nur die älteste Glocke von 1725. Der Erlös wurde der Kriegsanleihe zugeschlagen.

### Die Glocken von 1921
Der Kirchenvorstand und Gemeinderat haben 1921 erneut beschlossen zwei neue Glocken anzuschaffen. Sie wurden von der Glockengießerei Rincker aus Sinn gegossen und erklangen in den Tönen fis1 und a1 und wogen 620 kg sowie 370 kg. Im gleichen Jahr am 27. April wurden sie im Kirchturm eingebracht.
Die beiden Glocken hatten folgende Inschriften:
fis1-Glocke
In eiserner Zeit
dem Herrn geweiht
uns zur Seeligkeit.
a1-Glocke
Ich juble Fried und Freud
Ich höre Lust und Leid
Ich ruf zur Ewigkeit.
Sie mussten nach 20 Jahren, also 1941, für den Zweiten Weltkrieg abgeliefert werden.

### Die Glocken von 1951
Nachdem man 1941 wieder nur eine Glocke hatte, entschied man sich 10 Jahre später zur Anschaffung von neuen Glocken.
Es wurden trotz Widerstand des damaligen Pfarrers Eitel sowie des Glockensachverständigen der Landeskirche Eisengussglocken der Firma Weule aus Bockenem erworben. Der Widerstand begründet sich aus dem höheren Gewicht, dessen Folgen sich 30 Jahre später zeigten. Die Vorteile lagen durch die damaligen begrenzten finanziellen Möglichkeiten im Preis. Als am 3. August 1951 der damalige Bürgermeister Pfeffer eine dritte Glocke versprach, wenn man Eisengussglocken nehmen würde, legten sich die Streitigkeiten. Ein weiterer Grund, warum man sich für den Kauf entschied, liegt in der Angst, Bronzeglocken wieder für Kriegszwecke zu verlieren, denn dies ereignete sich schon zweimal. Am 21. Oktober 1951 wurden sie feierlich eingeweiht.
Die Inschriften der drei Glocken lauteten:

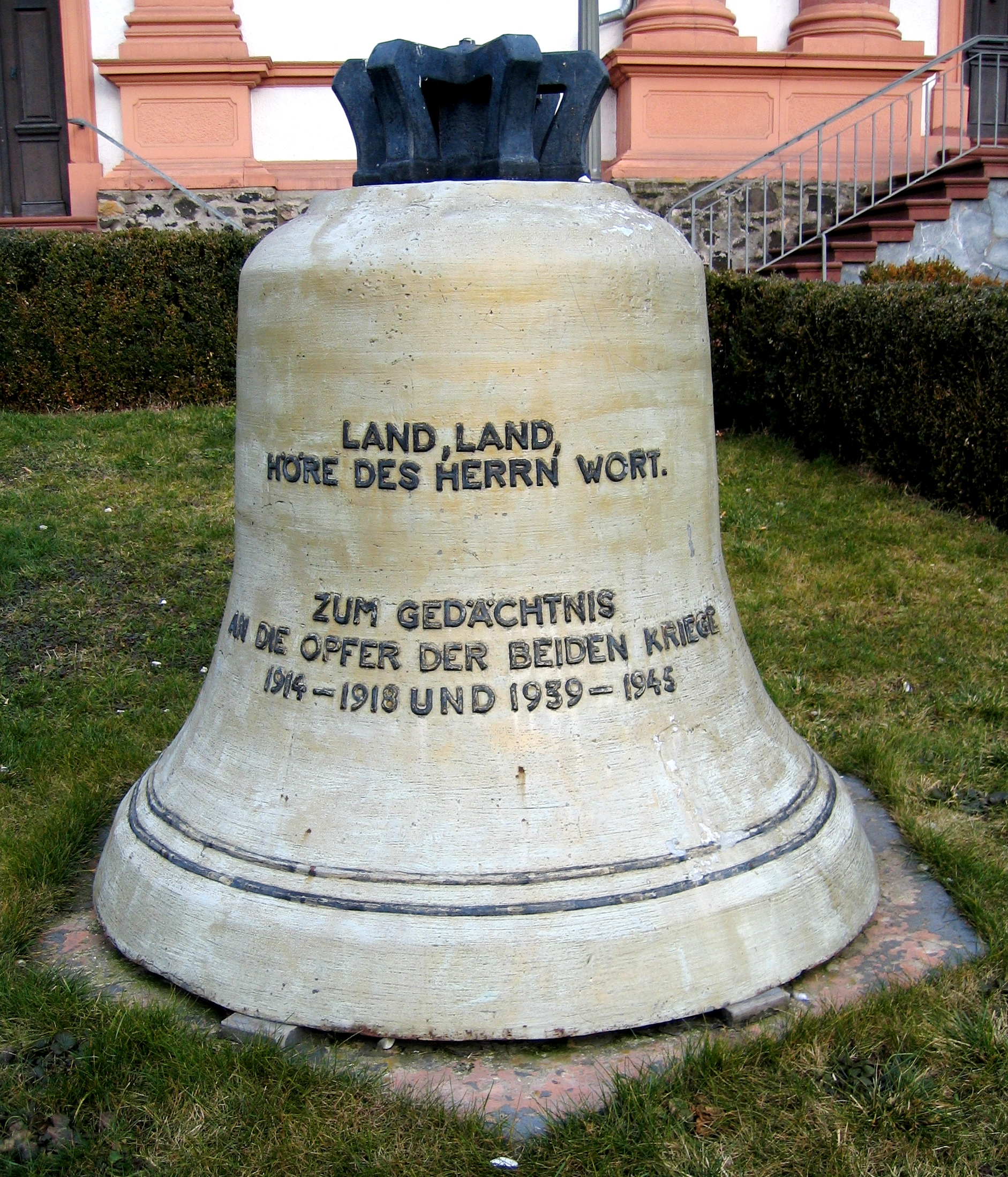
e-Glocke von 1951 auf der Außenanlage der Kirche

e1-Glocke
Land, Land, höre des Herrn Wort.
Zum Gedächtnis an die Opfer der beiden Kriege 1914–1918 und 1939–1945.
fis1-Glocke
Christus spricht: In der Welt habt ihr Angst, aber seid getrost, ich habe die Welt überwunden.
Joh. 16,23
a1-Glocke
Tuet Buße, denn das Himmelreich ist nahe herbeigekommen.
Mt. 4,17

### Die Glocken von 1986
Im Jahre 1983 stellte man erhebliche Schäden im Glockenturm fest. Der Turmhelm kam beim Läuten sichtbar ins Schwanken. Die Schäden wurden ausgebessert und man beschloss die Anschaffung drei neuer Bronzeglocken. Sie wurden von der Heilbronner Glockengießerei Bachert gegossen.
Wie die Eisengussglocken klingen die drei neuen Bronzeglocken in den Tönen e1, fis1 und a1.

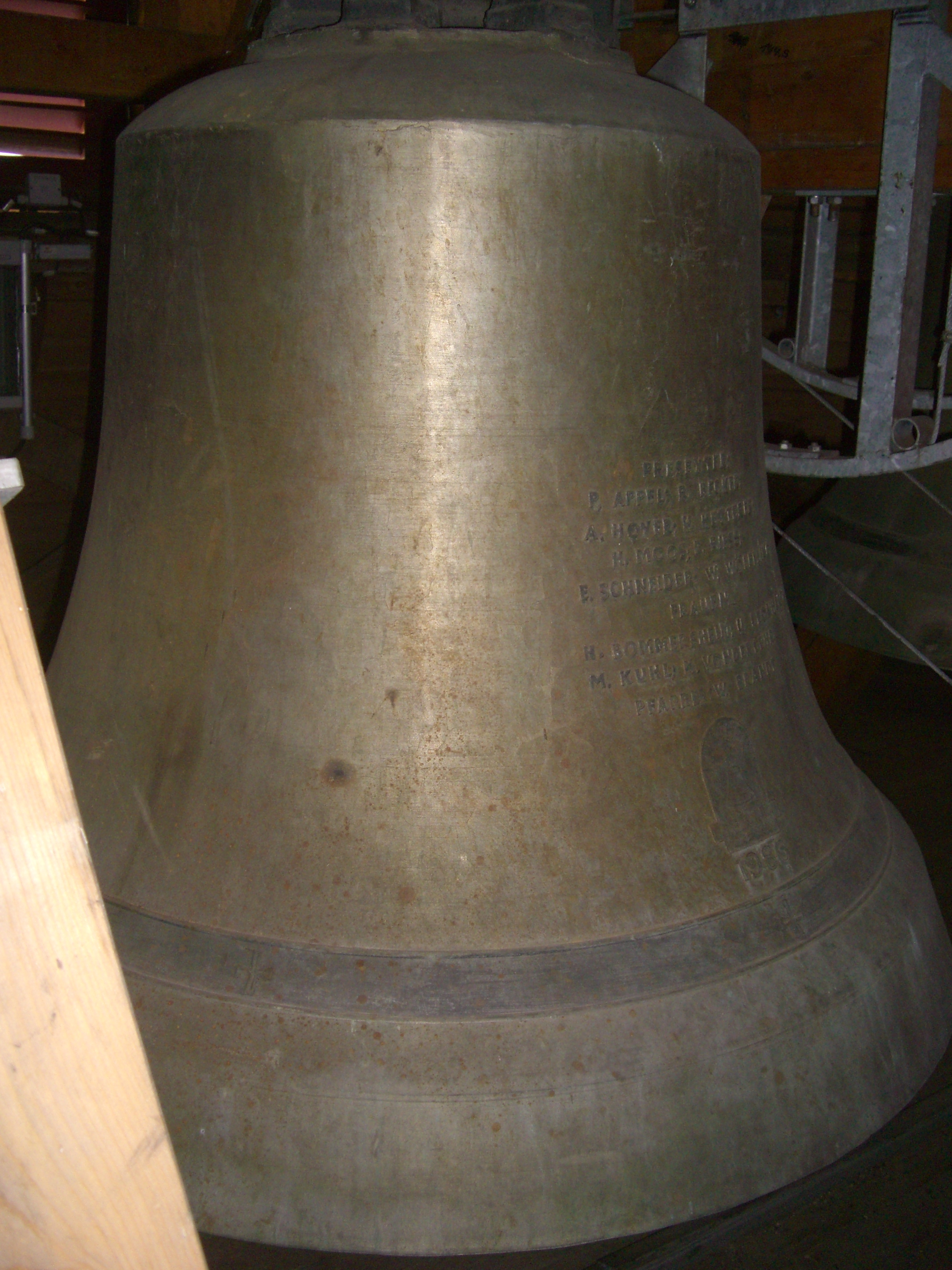
e-Glocke von 1986

Sie haben folgende Inschriften:
e1-Glocke
O Land, Land höre des Herrn Wort.
Als Umschrift die Namen des Pfarrers und der Kirchenvorsteher.
fis1-Glocke
Ehre sei Gott in der Höh und Frieden auf Erden.
a1-Glocke
Herr, ich habe lieb die Stätte deines Hauses
Die Glocken kosteten 156.000 DM. Durch viele Spenden und den Bemühungen von Pfarrer Wilhelm Brandt konnten die Kosten je zur Hälfte von der Kirchengemeinde und der Kirchenleitung getragen werden.
Am 24. Mai 1986 brachte man sie im Kirchturm ein. Am 1. Juni 1986 gab es einen Festgottesdienst.

### Glocken heute
Heute hat die Kirche vier Glocken, die älteste von 1725 und die drei neuen Bronzeglocken von 1986.

## Liste der Pfarrer in Wölfersheim
Die Pfarrfolge nach der Reformation. Von 1628 bis 1635 gibt es Lücken in der Pfarrfolge durch die Wirrnisse des Dreißigjährigen Krieges.
- 1529–1571, Seifried Bender, ein ehemaliger Mönch des Klosters Ilbenstadt
- 15??–15??, Antonius Schüler
- 1571–157?, Valentin Textor
- 1573–1612, Symon Laurelius. Dieser war seit 1611 der erste reformierte Pfarrer. Mit ihm wurde Wölfersheim eine selbstständige Kirchengemeinde.
- 1612–1621, Eberhard Venator
- 1621–1628, Johannes Dimpelius
- 1631–1632,  Johann Manderbach
- nach 1635–1671, Johann Georg Venator
- 1671–1695, Nicolaus Willius
- 1696–1717, Castendyk
- 1717–1720, Johann Daniel Elling
- 1720–1731, Karl Hermann Elling
- 1731–1772, Johannes Philipp Schmitthenner
- 1772–1813, Johann Peter Müller
- 1813–1824, Wilhelm Friedrich Seipp
- 1824–18??, Heinrich Graff, Pfarrvikar
- 18??–1829, Ludwig Rau, Pfarrvikar
- 1829–1842, Johann Jacob Buss
- 1842–1845, Wilhelm Buss, Pfarrvikar
- 1845–1847, Christian Hofmann
- 1847–1865, Johann Philipp Kring
- 1861–1863, Friedrich Pfannmüller, Pfarrvikar
- 1863–1866, Friedrich Decker, Pfarrvikar
- 1866–1882, Karl Christian Friedrich, seit 1880 vom Pfarrdienst in Weckesheim entbunden
- 1882–1886, Heinrich Schmidt, Södel, Vakanzvertretung
- 1886–1902, Gustav Theodor Mencke
- 1902–1902, Peter Schweikert
- 1902–1929, Friedrich Clotz
- 1929–1930, Paul Lenz, Wohnbach, später auch Bekennende Kirche, Vakanzvertretung
- 1930–1934, August Herber
- 1934–1952, Berthold Eitel, Bekennende Kirche
- 1949–1972, Julius Schulha
- 1973–1976, Heinrich Schäfer, Wohnbach, Vakanzvertretung
- 1976–2006, Wilhelm Brandt
- 2006–2009, Norbert Wege
- 2009–2009, Uwe Wagner-Schwalbe, Vakanzvertretung
- 2010–2015, Edwin Tonn
- 2016–2016, Uwe Wagner-Schwalbe, Vakanzvertretung
- 2016 ff, Lars Stephan